# Topaz (cràter)
Topaz és un cràter sobre la superfície de (2867) Šteins, situat amb el sistema de coordenades planetocèntriques -7.7 ° de latitud nord i 0 ° de longitud est; aquest cràter s'utilitza per definir el primer meridià de (2867) Šteins. Fa un diàmetre de 0.65 km. El nom va ser fet oficial per la UAI el nou de maig de 2012 i fa referència al topazi, mineral silicat d'alumini i fluor.